# Drimia karooica
Drimia karooica är en sparrisväxtart som först beskrevs av Anna Amelia Obermeyer, och fick sitt nu gällande namn av John Charles Manning och Peter Goldblatt. Drimia karooica ingår i släktet Drimia och familjen sparrisväxter. Inga underarter finns listade i Catalogue of Life.